# Karoy Anderson
Karoy Zidane Lovebourne Anderson (ur. 1 października 2004 w Londynie) – jamajski piłkarz z obywatelstwem brytyjskim, występujący na pozycji środkowego pomocnika, reprezentant Jamajki, od 2023 roku zawodnik angielskiego Charlton Athletic.